# 12e division d'infanterie bavaroise
La 12e division d'infanterie bavaroise est une unité de l'armée bavaroise rattachée à l'armée allemande, créée en juillet 1916, qui participe à la Première Guerre mondiale. Engagée d'abord sur le front de l'Ouest en Alsace, elle est transférée sur le front roumain où elle combat jusqu'à la signature de l'armistice roumain. En 1918, elle est ramenée sur le front de l'ouest où elle participe à la bataille de l'Aisne et à la deuxième bataille de Belgique. Elle combat jusqu'à la signature de l'armistice du 11 novembre.

## Première Guerre mondiale

### Composition

#### 1916
- 22e brigade d'infanterie bavaroise

26e régiment d'infanterie bavaroise
27e régiment d'infanterie bavaroise
28e régiment d'infanterie bavaroise
- 22e régiment d'artillerie de campagne bavaroise
- 12e bataillon d'artillerie à pied
- 22e compagnie de pionniers bavarois
- 22e section de signaux
- 22e section de téléphonie

#### 1918
- 22e brigade d'infanterie bavaroise

26e régiment d'infanterie bavaroise
27e régiment d'infanterie bavaroise
28e régiment d'infanterie bavaroise
- 1er escadron du 7e régiment de chevau-légers Prinz Alfons
- 12e commandement d'artillerie

22e régiment d'artillerie de campagne bavaroise
- 22e compagnie de pionniers bavarois
- 12e commandement de transmissions

### Historique

#### 1916

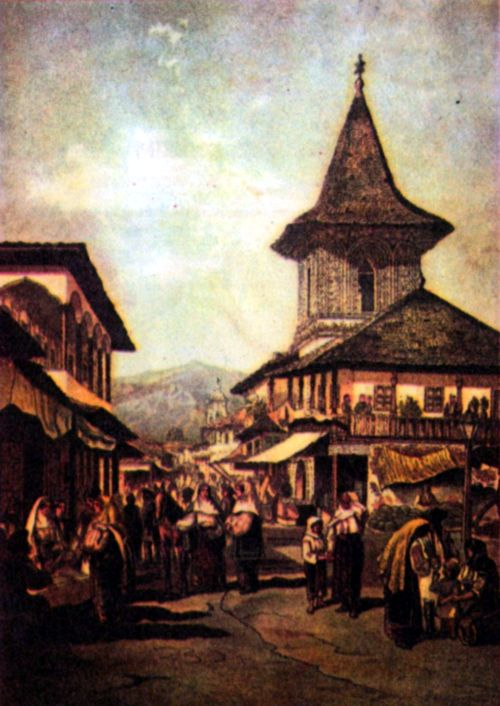
Rue de Câmpulung, toile d'Alexandru Satmari (1870-1933).

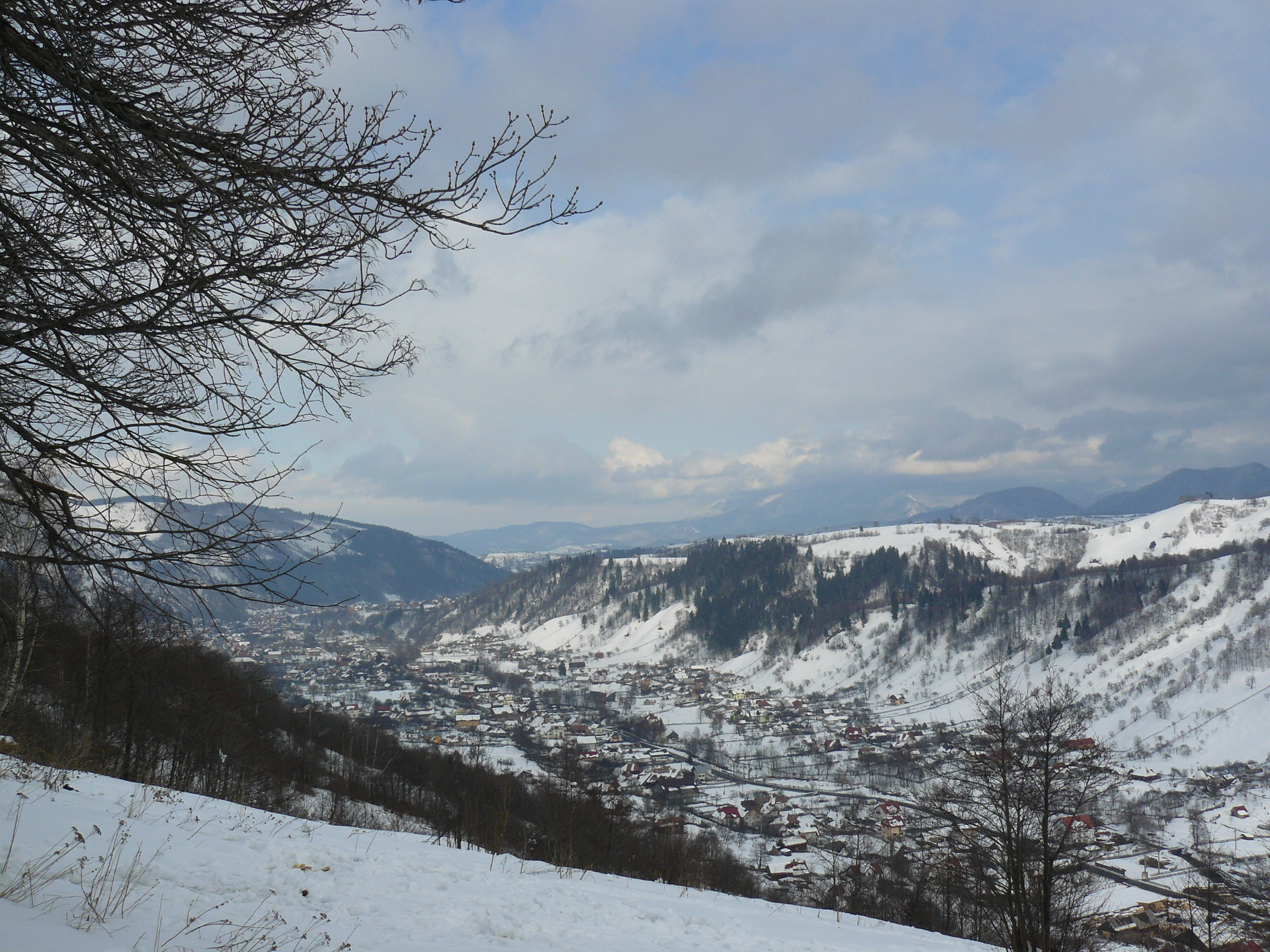
La ville de Bran en hiver, 2009.

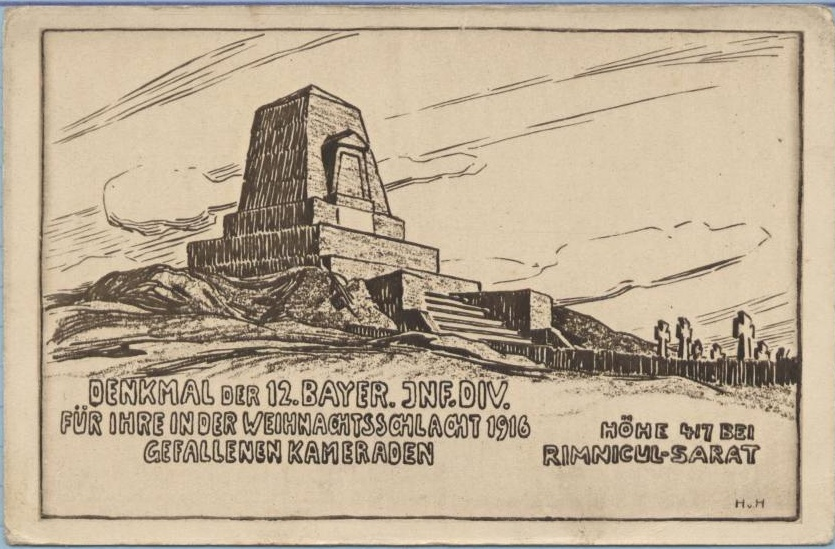
Monument et cimetière militaire allemand après les combats de Noël 1916 sur le Râmnicu Sărat, carte postale allemande.

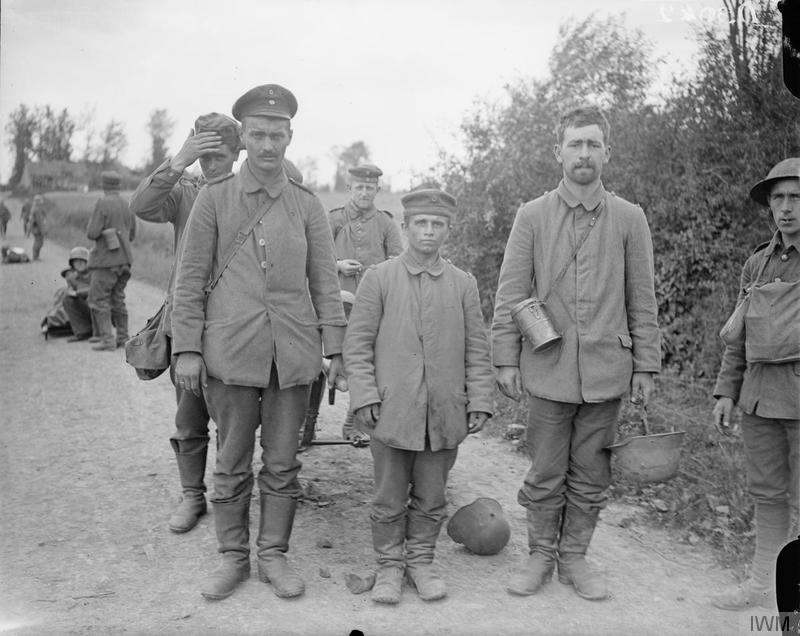
Prisonniers allemands à Méteren (Nord), 18 août 1918.

- 28 juillet - 4 octobre : combats de position en Haute-Alsace.
- 4 - 9 octobre : transport vers le front de l'Est.
- 10 octobre - 28 novembre : combats de montagne sur le col de Bran.
- 16 octobre - 28 novembre : combats dans le secteur de Dragoslavele (ro) et de Mateiaș (ro).
- 20 - 21 octobre : prise du mont Klabucetu.
- 25 - 29 octobre : combats autour de Lerești (ro).
- 6 - 8 novembre : combats autour de Cândești (ro) et Albești (ro).
- 29 - 30 novembre : combats de poursuite autour de Câmpulung.
- 29 novembre : prise de Câmpulung.
- 1er - 5 décembre : bataille de l'Argeș.
- 4 - 8 décembre : combats de poursuite faisant suite à la bataille de l'Argeș.
- 9 - 20 décembre : combats de poursuite vers la Ialomița, la Prahova et Buzău.
- 21 - 27 décembre : Bataille du Râmnicu Sărat (ro).
- À partir du 28 décembre : combats de poursuite sur le Râmnicu Sărat.

#### 1917
- Jusqu'au 3 janvier : combats de poursuite sur le Râmnicu Sărat.
- 4 - 8 janvier : combats sur la Putna (en).
- 6 janvier - 5 août : combats de position entre la Putna et le Siret.
- 22 - 25 juillet : combats défensifs lors de la bataille de Mărăști.
- 6 août - 3 septembre : combats de rupture sur la Putna et la Șușița (en).
- À partir du 10 décembre : armistice sur le front roumain.

#### 1918
- Jusqu'au 30 avril : armistice sur le front roumain.
- 30 avril - 4 mai : transport sur le front de l'Ouest.
- 5 - 26 mai : combats de position autour de Reims.
- 27 mai - 13 juin : bataille de l'Aisne.
  - 27 mai : prise du Chemin des Dames.
- 14 juin - 4 juillet : combats de position entre l'Oise, l'Aisne et la Marne.
- 5 - 14 juillet : combats de position entre l'Aisne et la Marne.
- 15 - 17 juillet : seconde bataille de la Marne.
- 18 - 25 juillet : combats de position entre Soissons et Reims.
- 26 juillet - 3 août : combats de retraite entre la Marne et la Vesle.
- 4 - 9 août : combats de position sur la Vesle.
- 8 - 20 août : entre la Somme et l'Avre.
- 22 - 27 août : combats sur la Somme autour d'Albert et Péronne.
- 28 août - 4 septembre : combats en Belgique entre Ypres et La Bassée.
- 28 août - 27 septembre : combats de position en Flandre.
- 28 septembre - 13 octobre : combats de retraite en Flandre.
- 13 - 14 octobre : combats entre Armentières et Lens.
- 15 - 19 octobre : combats entre le canal de la Deûle et l'Escaut.
- 18 - 24 octobre : combats d'arrière-garde entre l'Yser et la Lys.
  - 20 - 25 octobre : bataille de la Lys et de l'Escaut.
- 25 octobre - 1er novembre : combats d'arrière-garde vers la ligne de défense Anvers-Meuse.
- 11 novembre : armistice et fin des hostilités.
- 12 novembre - 19 décembre : évacuation des territoires belges occupés et retour en Allemagne.

## Chefs de corps
| Grade           | Nom                             | Date                           |
| --------------- | ------------------------------- | ------------------------------ |
| Generalleutnant | Hugo von Huller (de)            | 27 juillet 1916 - 5 juin 1917  |
| Generalmajor    | Karl von Nagel zu Aichberg (de) | 6 juin 1917 - 19 décembre 1918 |